# Thomas Grube

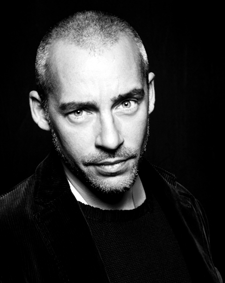
Thomas Grube (2010)

Thomas Grube (* 1971 in Berlin) ist ein deutscher Autor, Regisseur und Filmproduzent.

## Leben und Wirken
Thomas Grube studierte Politologie, Amerikanistik und Osteuropa-Studien an der Freien Universität Berlin sowie Film- und Fernsehwirtschaft an der Hochschule für Film und Fernsehen „Konrad Wolf“ in Potsdam-Babelsberg. Parallel arbeitete er als Regisseur und Produzent.
1993 gründete Grube seine erste Produktionsfirma, mit der er Kurzfilme, Reportagen und Musikfilme als Autor, Filmregisseur und Filmproduzent realisierte. Sein erster langer Film erschien 1995: Love is the Message, über die Loveparade der Jahre 1989–1994. Der Musikfilm (u. a. mit Sven Väth, WestBam, Kid Paul, Moby, Cosmic Baby) dokumentiert umfassend die frühe Techno-Generation, der Grube selbst angehörte.
1996 traf Thomas Grube seinen Partner Uwe Dierks. Beide waren stark durch die Persönlichkeit und Musik des amerikanischen Komponisten und Dirigenten Leonard Bernstein inspiriert und verlagerten ihre Konzentration auf das Genre der Klassischen Musik. Zusammen realisierten sie als Regisseure und Produzenten verschiedene Dokumentar- und Musikfilme u. a. mit den Berliner Philharmonikern Sir Simon Rattle, Claudio Abbado, Christoph Eschenbach, Anne Sophie Mutter, Li Yundi, Plácido Domingo, Lang Lang, Hilary Hahn.
1999 gründeten Thomas Grube und Uwe Dierks gemeinsam mit Andrea Thilo das Unternehmen Boomtown Media GmbH & Co. KG in Berlin. Seitdem realisierte Thomas Grube als Regisseur und Produzent eine Vielzahl von Dokumentarfilmen für das Fernsehen und das Kino. „Karl Weschke - Mythos eines Lebens“ war die erste gemeinsame Produktion, sie waren dem Maler Karl Weschke seitdem freundschaftlich verbunden. Für Warschau Express wurde er im Jahr 2000 für den Deutschen Fernsehpreis nominiert. Im Jahr 2004 erhielt er zusammen mit Enrique Sánchez Lansch für die Regie von Rhythm Is It! (Weltpremiere Internationale Filmfestspiele Berlin 2004) den Bayerischen Filmpreis, im Jahr 2005 den Deutschen Filmpreis, ebenfalls für Rhythm Is It!, der einen zweiten Deutschen Filmpreis für den Besten Schnitt erhielt. Im Februar 2008 startete sein Film Trip to Asia (Weltpremiere Internationale Filmfestspiele Berlin 2008) in den deutschen Kinos. Trip to Asia, der erste Kinofilm über das geheimnisvolle Innenleben der Berliner Philharmoniker und ihrem Chefdirigenten Sir Simon Rattle, erhielt 2008 beim Valladolid International Film Festival den Tiempo del Historia Award als „Bester Dokumentarfilm“. Rhythm Is It! zählt zu den erfolgreichsten Dokumentarfilmen im deutschen Kino.
Als Produzent ist Thomas Grube u. a. auch für die Kinodokumentarfilme Porgy and Me – In der Welt von Gershwins Porgy und Bess (Weltpremiere Internationale Hofer Filmtage 2009), Friedensschlag – Das Jahr der Entscheidung (Weltpremiere Internationale Filmfestspiele Berlin 2010; PDF; 135 kB) von Gerardo Milsztein oder Cinema Jenin – Die Geschichte eines Traums (Weltpremiere International Documentary Film Festival Amsterdam von Marcus Vetter 2011) verantwortlich. Der Kinodokumentarfilm Friedensschlag, der 2010 in den deutschen Kinos startete, erhielt im gleichen Jahr den Deutschen Kamerapreis („Bester Dokumentarfilm“). Das Projekt Cinema Jenin wurde mit dem Friedenspreis des Deutschen Films – Die Brücke 2011 ausgezeichnet. Der Film erhielt außerdem den Deutschen Kamerapreis 2012 und startete im Verleih von Senator Film im Juni 2012 in den deutschen Kinos.
2014 begleitete er den Orgelvirtuosen Cameron Carpenter auf dem Weg der Entstehung seiner International Touring Organ. Der Film The Sound of my Life wurde 2014 veröffentlicht. In den Jahren 2014 bis 2016 begleitete er mit dem Kinofilm Experiment 150 das 150-jährige Jubiläum des Konzerns BASF in Europa, den USA, Südamerika und Indien. Die Weltpremiere von Experiment 150 fand 2016 auf dem 12. Festival des deutschen Films in Ludwigshafen statt.
Neben seiner Arbeit als Autor und Regisseur realisiert Thomas Grube als Regisseur auch Werbefilme und ist im Produktionsunternehmen BOOMTOWN MEDIA als Filmproduzent verantwortlich. Thomas Grube ist Mitglied der Deutschen Filmakademie.

## Ehrungen und Auszeichnungen
- 2004 Bayerischer Filmpreis Bester Dokumentarfilm
- 2005 Deutsche Kritikerpreis
- 2005 Franz Hofer-Preis/Filmhaus Award vom Filmhaus Saarbrücken gemeinsam mit Enrique Sánchez Lanch für Rhythm is it!
- 2005 Deutscher Filmpreis Bester Dokumentarfilm
- 2005 Publikumspreis des Minneapolis International Filmfestival
- 2005 Impact of Music Award des Nashville International Film Festival
- 2006 Echo Klassik
- 2005 Gilde-Filmpreis
- 2008 Gilde-Filmpreis
- 2009 Echo Klassik
- 2009 Hermann-Voss-Kulturpreis der deutschen Orchester, verliehen durch die Deutsche Orchestervereinigung, für Thomas Grube und die Gesellschafter von Boomtown Media wegen besonderer Verdienste um die deutsche Orchesterkultur aus.
- 2012 Grand Prix Golden Prague für seinen Film Lang Lang – The Art of Being a Virtuoso.[2]
- Dance Screen Award
- Clarion Award (Großbritannien)
- Preis des japanischen Kulturministers
- Preis der Deutschen Schallplattenkritik